# Coppa dell'Imperatrice (pallavolo)
La Coppa dell'Imperatrice è una competizione pallavolistica per club giapponese. Si affrontano i club della SV.League, le migliori formazioni della V.League più alcune squadre universitarie, che accedono alla competizione su invito.

## Storia
La competizione nasce nel 2007 e vede la vittoria delle Toray Arrows. Le tre edizioni successive vedono trionfare tre club diversi, in ordine: Queenseis Kariya, SAGA Springs e Denso Airybees. Nel 2011 le Toray Arrows sono il primo club capace di riscrivere il proprio nome nell'albo d'oro della competizione. Nelle due edizioni successive le Hisamitsu Springs diventano il primo club in grado di vincere cinque edizioni consecutive del torneo, nonché la squadra più titolata.

## Albo d'oro
| Edizione      | Edizione          | Podio             | Podio         | Podio             |
| Anno          | Sede della finale | Campione          | Risultato     | Finalista         |
| ------------- | ----------------- | ----------------- | ------------- | ----------------- |
| 2007 Dettagli | Kawasaki          | Toray Arrows      | 3 - 0         | Hisamitsu Springs |
| 2008 Dettagli | Kawasaki          | Toyota Queenseis  | 3 - 0         | Pioneer Red Wings |
| 2009 Dettagli | Tokyo             | Hisamitsu Springs | 3 - 2         | Denso Airybees    |
| 2010 Dettagli | Tokyo             | Denso Airybees    | 3 - 2         | Toray Arrows      |
| 2011 Dettagli | Tokyo             | Toray Arrows      | 3 - 1         | Toyota Queenseis  |
| 2012 Dettagli | Miyakonojō        | Hisamitsu Springs | 3 - 1         | Toray Arrows      |
| 2013 Dettagli | Tokyo             | Hisamitsu Springs | 3 - 0         | Okayama Seagulls  |
| 2014 Dettagli | Tokyo             | Hisamitsu Springs | 3 - 0         | Hitachi Rivale    |
| 2015 Dettagli | Tokyo             | Hisamitsu Springs | 3 - 0         | NEC Red Rockets   |
| 2016 Dettagli | Tokyo             | Hisamitsu Springs | 3 - 0         | Hitachi Rivale    |
| 2017 Dettagli | Tokyo             | Toyota Queenseis  | 3 - 2         | Denso Airybees    |
| 2018 Dettagli | Tokyo             | Hisamitsu Springs | 3 - 1         | Toyota Queenseis  |
| 2019          | Kawasaki          | Non disputato     | Non disputato | Non disputato     |
| 2020 Dettagli | Tokyo             | JT Marvelous      | 3 - 0         | Toray Arrows      |
| 2021 Dettagli | Takasaki          | Hisamitsu Springs | 3 - 2         | Toray Arrows      |
| 2022 Dettagli | Tokyo             | NEC Red Rockets   | 3 - 1         | Toray Arrows      |
| 2023 Dettagli | Tokyo             | NEC Red Rockets   | 3 - 1         | Hisamitsu Springs |
| 2024 Dettagli | Osaka             | Victorina Himeji  | 3 - 2         | SAGA Springs      |

## Palmarès
| Squadre              | Titoli | Edizioni                                       |
| -------------------- | ------ | ---------------------------------------------- |
| SAGA Springs         | 8      | 2009, 2012, 2013, 2014, 2015, 2016, 2018, 2021 |
| Toray Arrows Shiga   | 2      | 2007, 2011                                     |
| Queenseis Kariya     | 2      | 2008, 2017                                     |
| Red Rockets Kawasaki | 2      | 2022, 2023                                     |
| Denso Airybees       | 1      | 2010                                           |
| Osaka Marvelous      | 1      | 2020                                           |
| Victorina Himeji     | 1      | 2024                                           |